# Lago Zervreilasee
O Lago Zervreilasee é um lago artificial localizado perto de Vals, no cantão de Grisons, Suíça. O lago tem uma área de 1,61 km² e uma altitude de 1.862 m. A profundidade máxima é de 140 m.
A barragem tem 151 m de altura e foi concluída em 1957. A aldeia de Zervreila foi inundada após a construção da barragem.